# 古瀬戸内海
古瀬戸内海（こせとないかい）は、新生代の新第三紀および第四紀の日本列島に存在した古海洋。日本列島で広く海進が起きていた中新世に出現した。古瀬戸内海は1つの海洋が継続して存在していたわけではなく、鮮新世ごろの陸化していた時期を挟んでその前後で第一瀬戸内海と第二瀬戸内海に区分される。両者は海水の有無に関わらず、西南日本に分布する第一瀬戸内累層群と第二瀬戸内累層群の堆積盆を指すこともある。第一瀬戸内海時代には三度の海進・海退サイクルが、第二瀬戸内海時代にはそれを遥かに上回る数のサイクルが繰り返されていた。

## 歴史

### 中新世

海進が起こる前の日本列島（2300万 - 1800万年前）

約2200万年前から約2000万年前にかけて、現在の岐阜県可児市付近で火山性陸成堆積盆が形成され、湖沼域が広がった。この堆積盆地が最初期の東部瀬戸内区である。約2000万年前からは局地的に非火山性の陸成堆積盆の形成も始まり、三重県鈴鹿市付近でも堆積盆が出現した。これらの地域で海進が起きたのは約1800万年前（中新世ランギアン）のことであった。約1650万年前までに第一瀬戸内海は急速に拡大しており、現在の伊勢湾付近に海が広がり、周囲に内陸湖が形成された。この急拡大には中央構造線の関与があった可能性がある。なお、この時期には形成されたばかりの西部瀬戸内区（現在の瀬戸内海沿岸など）に第一瀬戸内海はまだ広がっておらず、そこには淡水環境が広がっていた。
約1650万年前から約1550万年前までの約100万年間は西黒沢海進の前期の時期にあたるが、瀬戸内区は一様な海進を遂げたわけではない。この時代に初めて西部瀬戸内区にも海が拡大し、第一瀬戸内海は東西方向に約500キロメートル、南北方向に約80キロメートルに亘って広がる、現在の瀬戸内海よりも広大な海になった。急激な二度目の海進では京都府南部の宇治田原町付近まで海が広がった。やがて伊勢湾まで海退した後、最大規模であった三度目の海進が発生。伊勢湾は水深200メートルの海へ変化し、現在の島根県は水没。紀伊水道を介して太平洋、島根県中央部を介して日本海と繋がり、西南日本は海により分断されて多島海となった。
この大規模な海進の後に海退が起き、第一瀬戸内海は離水した。これは海水準上昇を上回るほどの隆起が西南日本で起きていたことを示唆している。約1500万年前には西南日本の広域応力場が南北伸長場から南北圧縮場に変化しており、またその細かいプロセスに異論はあれど日本海も同時期に急拡大を遂げている。このことから、日本海の拡大と西黒沢海進により西南日本で海進が起こった後、応力場の変化に伴って地形の隆起が生じて海退に遷移したと推測されている。
後期中新世ごろから第一瀬戸内海は陸化が進行した。海退直後に東方で設楽や室生火山群の短期間の火山活動が起き、その終期に西方で二上山や石鎚山などの火山が長期的な噴火活動を開始した。火山活動は約1100万年前まで継続。活動が終息した後も、約530万年前までは瀬戸内区から海は消失し、平坦な陸地が長く形成されていた。

### 鮮新世
約530万年前から東部瀬戸内区で火山性の陸成堆積盆が形成され始め、東海堆積盆と、遅れて古琵琶湖堆積盆が形成された。この堆積盆の形成は、それまで拓鉄していた本州方向の構造運動に変わり、南北方向に波打つ構造運動が卓越したためである。

### 更新世

第一瀬戸内海が陸化して消失し、第二瀬戸内海が出現する以前の日本列島（350万 - 200万年前）

東海堆積盆および古琵琶湖堆積盆は約300万年前から北上し、その後は大阪盆地・奈良盆地・京都盆地・播磨盆地と淡路島を含むような広範囲で大阪堆積盆が形成された。東海堆積盆・古琵琶湖堆積盆・大阪堆積盆の3盆地は河川で接続され、広大な淡水域が形成されていた。大阪盆地の沈降は続き、さらに当時の地球が間氷期に突入して海水面の上昇が起きたことで、約150万年前には紀伊水道を介して太平洋の海水が盆地に流れ込むことになった。地球が氷期を迎えると海水面は低下し、砂や礫が河川に堆積して平野や湖沼を形成した。約130万年前には再び海進が起き、大阪平野と京都・奈良盆地を完全に水没させるほどの範囲まで湾が拡大し、第二瀬戸内海が形成された。ただしその規模はかつての第一瀬戸内海に比べると遥かに限られたものであった。第二瀬戸内海は約30万年前に至るまで計10回発生していた海進・海退のサイクルに伴って姿を何度も変えていた。
氷期・間氷期サイクルに伴う海水準変動に際して、海面下で侵食されていた地形が離水して海岸段丘が形成されたのも氷河期の頃である。ウルム氷期とも呼ばれる最終氷期では、莫大な量の水分が氷河・氷床として固定されたため海水面が130 - 140メートル低下し、第二瀬戸内海も陸地へ変化した。ウルム氷期終了後、縄文海進により海水準は回復し、現在の瀬戸内海が形成されることになる。

## 生物
第一瀬戸内海において、西黒沢海進期にはヒルギシジミ属やMiogypsina属（有孔虫）やOperculina属（ヒルガオ科）といった熱帯 - 亜熱帯動植物群集が生息しており、海進がピークに達していた時期には外洋性のプランクトンも生息していた。ビカリアも第一瀬戸内海に生息していた。また、脊椎動物化石も産出している。可児盆地と瑞浪盆地からは、前者では陸棲哺乳類で構成される平牧動物群、後者では海棲哺乳類で構成される戸狩動物群という化石群集が産出しており、互いに同時代の動物相を代表している。
平牧動物群
属レベルで同定されているものでは、キロテリウム、ゴンフォテリウム、アンキテリウム、パレオタピルス、アンフィトラグルスが産出する。小型哺乳類ではリスとネズミの仲間がおり、こういった生態系の上位に位置していた大型肉食動物の断片的な化石も確認されている。爬虫類ではワニやスッポンなども産出している。陸上哺乳類相はユーラシア大陸の動物群との共通性が高い。またサイ・ゾウ・ワニ・カメといった水辺を好む生物、そしてバクという森林生活者が発見されているため、当時の環境が温暖かつ水に富む森林であったことが示唆される。
戸狩動物群
デスモスチルス、ユーリノデルフィス、派生的なハクジラおよびヒゲクジラ、鰭脚類が産出している。北方系の動物から構成され、比較的寒冷な海域であったことが示唆されている。温暖な海域を示す海牛類は産出していないが、これは海水温よりもデスモスチルスに代表される束柱目との生態的地位の重複が大きく寄与していると岡崎美彦は判断している。
ただし、中新世の魚類については熱帯域に生息するウシザワラやカマスザワラが産出しており、こちらからは温暖な海域であったことが示唆されている。沿岸部に生育していた植物相については、約2000万 - 1800万年前まで主に落葉広葉樹が占め、それから約1600万年前までは落葉広葉樹と常緑広葉樹の混交林が卓越した。約1500万年前には常緑広葉樹が優占しており、徐々に温暖化が進んでいたことが示唆される。
第二瀬戸内海に生息していた動物としては、約30万年前のマチカネワニ（トヨタマヒメイア・マチカネンシス）が挙げられる。また、氷河期に形成された海岸段丘からはナウマンゾウ化石が発見されている。